# Henny van Schoonhoven
Henny van Schoonhoven (Utrecht, 28 augustus 1970 – Maarssen, 11 september 2009) was een Nederlands voetballer die in de Eredivisie uitkwam voor FC Utrecht. Zijn bijnaam was De Tank.

## Loopbaan
De robuuste verdediger Van Schoonhoven was een laatbloeier. Hij voetbalde in de jeugd van Minerva, DESTO en FC Utrecht en speelde vervolgens voor de amateurs van VVOM, Zwaluwen Vooruit en Elinkwijk. In 1998 maakte hij de overstap naar het betaald voetbal en tekende hij een contract bij FC Utrecht. Hij speelde begin augustus 1998 in een oefenwedstrijd tegen Real Zaragoza en kreeg daarin een rode kaart na een zware overtreding. Op 28-jarige leeftijd maakte hij op 9 september 1998 zijn debuut in de Eredivisie in een wedstrijd tegen MVV. In anderhalf seizoen kwam Van Schoonhoven tot 26 competitieduels, waarin hij één doelpunt maakte. Hij werd vervolgens verhuurd aan ADO Den Haag. Toen deze club hem na afloop van het seizoen 1999/00 niet definitief wilde overnemen, verkaste Van Schoonhoven naar SC Cambuur waar hij een driejarig contract tekende.
Aan het einde van zijn eerste seizoen bij Cambuur kreeg Van Schoonhoven problemen met kalkafzetting in zijn enkel. Hij stelde een operatie uit om deel te kunnen nemen aan de nacompetitie waarvoor Cambuur zich had geplaatst. Na de noodzakelijke operatie kwam Van Schoonhoven in zijn tweede seizoen weer tot spelen, maar later kreeg hij opnieuw problemen en moest hij opnieuw geopereerd worden. In de winterstop van seizoen 2002/03 besloot Van Schoonhoven in overleg met Cambuur per direct zijn contract te ontbinden. Hij was gepolst voor de functie van teammanager bij Cambuur, maar besloot deze te weigeren toen hij tegelijkertijd de kans kreeg een dierenspeciaalzaak over te nemen in Maarssen. Hij meldde zich vervolgens weer aan bij zijn voormalige club Elinkwijk.
Op 29 augustus 2009 was de op dat moment ernstig zieke Henny van Schoonhoven eregast tijdens de voetbalwedstrijd van FC Utrecht tegen Sparta Rotterdam. Hij overleed dertien dagen later op 39-jarige leeftijd aan de gevolgen van kanker. FC Utrecht speelde op 12 september met rouwbanden ter nagedachtenis aan Van Schoonhoven.